# 富山市立大久保小学校
富山市立大久保小学校（とやましりつ おおくぼしょうがっこう）は富山県富山市にある公立小学校。

## 沿革
- 1943年4月 - 初代プール竣工[2]。
- 1951年 - 給食室設置[3]。
- 1956年 - 2代目プール竣工[2]。
- 1959年11月2日 - 鉄筋コンクリート3階建て総坪数1,023m2の校舎竣工[4][5]。
- 1962年10月 - 校舎第2期竣工[4]。
- 1966年1月13日 - 鉄筋コンクリート2階建ての管理棟竣工（1965年12月末に完成）[4][6]。
- 1975年10月 - 音楽室増築、児童玄関竣工[7]。
- 1976年6月 - グラウンド夜間照明完成[7]。
- 1977年12月 - スキー山構築[7]。
- 1978年12月 - 幼稚園、家庭科室改築[7]。
- 1979年12月 - 給食室、ランチルーム、理科室、図書室など改築[7]。
- 1980年7月 - わんぱくランド完成（校舎裏側にアスレチックや遊具を設置）[7]。
- 1985年12月 - 体育館竣工、グラウンド造成完了[7]。
- 1990年8月 - 3代目プール竣工[7]。
- 1991年 - せせらぎ公園完成[8]。
- 1995年 - 教室棟大改造工事完了[8]。

## 通学区域
上大久保 5区～6区、上大久保泉町、下大久保 1区～6区、下大久保東ケ丘、下大久保新町、若草町、新村、 合田、東大久保、中大久保、神通、塩、下大久保緑町、大久保新町、下大久保若葉台

## 進学先
- 富山市立大沢野中学校

## 周辺
- 国道41号